# Női 200 méteres mellúszás a 2017-es úszó-világbajnokságon
A 2017-es úszó-világbajnokságon a női 200 méteres mellúszás versenyszámának döntőjét Budapesten rendezték, a Duna Arénában. A győztes az orosz Julija Jefimova lett.